# Ben van den Dungen
Ben van den Dungen (Den Haag, 29 oktober 1960) is een Nederlandse jazzsaxofonist, muziekdocent, componist, auteur, producer en podcastmaker. Hij studeerde jazz aan het Koninklijk Conservatorium te Den Haag, waar hij cum laude afstudeerde. Ook verdiepte hij zich onder meer in latin jazz, tango en klassiek Indiase muziek. Hij geeft sinds 1991 les aan Codarts Jazz Academy te Rotterdam.

## Biografie
Na een afgebroken schoolopleiding besloot Van den Dungen begin jaren 1980, nog zonder muzikale vooropleiding, saxofoon te gaan spelen. Hij werd aangenomen op het Haags Conservatorium en kreeg daar les van onder anderen Leo van Oostrom, Ruud Brink, Ferdinand Povel, Sandy Mosse en Sal Nistico. Nog tijdens zijn studie sloot hij zich aan bij de latin-groep Nueva Manteca en startte hij met zijn studiegenoot Jarmo Hoogendijk het naar hen genoemde kwintet en later de groep Brand New Orleans. In deze periode verwierf hij de NOS Meervaart Jazzprijs (1985, met Hoogendijk) en de Nicolai Award (1987) van het Koninklijk Conservatorium. In 1988 studeerde hij daar cum laude af.
In New York, Cuba en Colombia vervolgde Van den Dungen zijn muziekstudie. Hij bleef met de eerder genoemde bands spelen in Nederland en in en buiten Europa. Eind jaren 1980 maakt hij een aantal albums met pianist en bandleider Rob van Bavel. Eind jaren 1990 kwamen daar de superband van Louis van Dijk, de Cubop City Big Band en samenwerkingen met Marius Beets bij. Zijn muzikale stijl breidde zich intussen uit: hij reisde naar India om daar te studeren en combineerde in 2002 tango met jazz en andere muziekstijlen met het ensemble Tango Extremo.
Vanaf 2004 stopte Hoogendijk met optreden en er kwam een einde aan de gezamenlijke projecten van beide blazers. In deze periode ontstonden nieuwe samenwerkingen met onder meer State of Monc en trompettist Rik Mol. Ook produceerde hij muziekvoorstellingen voor het theater.
In 2010 richtte hij het Ben van den Dungen Quartet op met pianist Miguel Rodriguez, bassist Marius Beets en drummer Gijs Dijkhuizen, waarmee hij een vijftal albums uitbracht.
Van den Dungen speelde samen met diverse internationale musici uit de jazz- en wereldmuziek, onder wie Cindy Blackman, Mal Waldron, Woody Shaw, Luis Conte, Orestes Vilato, Armando Peraza, Giovanni Hildalgo, Nicky Marrero, Claudio Roditi en Ralph Irizarry.

## Lespraktijk
Sinds 1991 geeft hij les aan het Rotterdams Codarts conservatorium in saxofoon, ensemblespel en cultureel ondernemerschap. Over dat laatste onderwerp schreef hij De zakelijke handleiding voor musici. Hij was artistiek coördinator van de Jazz Academy van 2003 tot 2008.

## Compositie, arrangement, productie
Als componist en arrangeur was en is Van den Dungen actief voor onder andere zijn kwintet met Jarmo Hoogendlijk, voor Nueva Manteca, Tango Extremo, en zijn huidige eigen kwartet. Hij produceert en organiseert muziekproducties bij label en agentschap JWA. Voor theater produceert hij muziekvoorstellingen met onder meer Tango Extremo (later Musica Extrema), New York Round Midnight (theatervoorstellingen met jazz-classics) en een eerbetoon aan Miles Davis (MILES!) en Louis Armstrong (LOUIS!) onder de noemer Legends of Music.

## Belangenvertegenwoordiging
Sinds eind jaren 2010 is hij zich gaan toeleggen op vertegenwoordiging van musici. Hij maakt en maakte deel uit van diverse geledingen van de Kunstenbond, BumaStemra en de vakvereniging voor jazzmusici Bimpro. Hij is een van de initiatiefnemers van het Nationaal Podiumplan voor jazzmusici en muziekpodia.

## Podcasts
Van den Dungen maakt podcasts over jazz bij Dansen en de blues, over Haagse muziek bij Podium de Nieuwe Kamer. en voor de Kunstenbond/NTB voor Muziekwereld.

## Bands
- Ben van den Dungen Quartet
- Ben van den Dungen/Jarmo Hoogendijk Quintet
- Brand New Orleans
- Nueva Manteca
- Musica Extrema
- New York Round Midnight
- Tango Extremo
- Louis van Dijk Superband
- Marius Beets/Beets Brothers
- State of Monc
- How2Be
- Ed Verhoeff
- Cubop City Big Band
- Paul Hock Quartet
- Fra Fra Sound

## Discografie
Discografie per band:
Ben van den Dungen Quartet
- Obsession Blues (2023, JWA Records)
- Live at Lux & Tivoli (2021, JWA Records)
- 2 Sessions (2017, JWA Records)
- A Night at the Club (2014, JWA Records)
- Ciao City (2013, JWA Records)

Ben van den Dungen/Jarmo Hoogendijk Quintet
- Double Dutch (1995, Groove)
- Run for your Wife (1991, Timeless Records)
- Speak Up (1989, Timeless Records)
- Heart of the Matter (1987, Timeless Records)

Brand New Orleans
- Brand New Orleans - Brand New Orleans (1995, EMI)

Nueva Manteca
- ART (2022, JWA Records)
- Crime (2015, JWA Records)
- 25 years: Live at Bimhuis; Live at Nick Vollebregt’s, (2013, JWA Records)
- A Latin Tribute to West Side Story (2003, Munich Records)
- Congo Square (2001, Munich Records)
- Night People (1998, Azucar / EMI)
- Afro Cuban Sanctus (1997, Azucar / EMI)
- Let’s Face the Music and Dance (1995, Blue Note)
- In concert at Nick Vollebregt’s JazzCafé (1995, Wereldomroep)
- Porgy & Bess (1993, EMI)
- Bluesongo (1992, EMI)
- Afrodisia (1990, Timeless Records)
- Varadero Blues (1989, Timeless Records)

Musica Extrema
- Missa (2020, JWA Records)
- Club Vaudeville (2017, JWA Records)

New York Round Midnight
- Swingin Harlem (2018, Maxanter Records)
- New York Round Midnight (2015, Maxanter Records)

Tango Extremo
- Mattheus Passie (2016, JWA Records)
- Havana (2015, JWA Records)
- Tango Extremo LIVE! (LP - 2013, STS Records)
- Dama de blanco (2013, JWA Records)
- DeLaMar Live (2012, JWA Records)
- Toujour bizarre (2012, JWA Records)
- Fantango (2012, JWA Records)
- Carnaval de Buenos Aires (2009, Maxanter Records – The World Series)
- Erase una vez… (2008, Munich Records)
- El Silencio (2003, Munich Records)
- Una Cosa Diferente (2005, Munich Records)

Marius Beets/Beets Brothers
- The Dutch Jazz Legends -  Celebrating The Art & Spirit Of Music - Volume 3 (STS DIgital, 2014)
- Marius Beets And The Powerhouse Big Band - Vol. 1 (Maxanter, 2005)
- The Beets Brothers Orchestra - Powerhouse (Maxanter, 2000)

State of Monc
- Phantom speaker (2010, Sound Camp Records)
- Clippertron Extended (2007, Challenge Records)
- Clippertron (2006, Challenge Records)
- Dutch rare grooves (2005, Sonic Scenery)

How2Be
- How to be Enlightened (2005, Dox)

Ed Verhoeff
- Matador III  (2005, Munich Records)
- Edition (2002, Munich Records)

Cubop City Big Band
- Arsenio (2002, Tam Tam Records)
- Live in The Hague (1999, Tam Tam Records)
- Moré & More (1998, Tam Tam Records)

Paul Hock Quartet
- Fresh Fruit (1991, Timeless)
- Par Hasard (1993, Groove)